# Sef Horsels
Sef Horsels (Geleen, 7 februari 1944 – Elsloo, 12 november 2021) was een Nederlandse voetballer. Hij stond onder contract bij Fortuna '54 en FC VVV.	

## Spelerscarrière
Horsels ging samen met de gehele amateurclub Maurits in 1958 over naar plaatsgenoot Fortuna '54 en maakte deel uit van het elftal dat in 1961 landskampioen werd bij de betaalde jeugdteams. De rechtermiddenvelder debuteerde op 7 april 1963 in het betaald voetbal in een met 3-1 gewonnen thuiswedstrijd tegen NAC Breda, maar slaagde er niet in om uit te groeien tot basisspeler. In 1966 maakte hij samen met zijn twee ploeggenoten Leo Raats en Jo Pepels de overstap naar FC VVV, op voorspraak van toenmalig trainer en plaatsgenoot Jean Janssen. In zijn eerste seizoen promoveerde hij met de Venlose tweededivisionist op 4 juni 1967 naar de Eerste divisie na een 0-2 uitoverwinning bij FC Hilversum, waarin hij uit een strafschop de 0-1 scoorde. Bij FC VVV wist Horsels zich wel verzekerd van een basisplaats, totdat een tragisch ongeval op 16 januari 1969 een abrupt einde maakte aan zijn carrière. Op weg naar de avondtraining vanuit Geleen naar Venlo raakte de auto met de drie Geleners betrokken bij een fataal verkeersongeluk dat het leven kostte aan bestuurder Leo Raats. Sef Horsels en Jo Pepels overleefden het ongeval, zij het met ernstige verwondingen.	
Een medische afkeuring voor het bedrijven van betaald voetbal volgde. Horsels pakte in 1970 het voetbal weer op bij de destijds vooraanstaande amateurclub Caesar. Hij was aanvoerder van het Beekse elftal dat in 1971 ten koste van RVC Rijswijk landskampioen werd bij de zondagamateurs. Hij werd later door de club uitgeroepen tot 'Caesariaan van de eeuw'.

### Statistieken
| Seizoen         | Club            | Competitie      | Competitie | Competitie | Beker | Beker | Overige | Overige | Totaal | Totaal |
| Seizoen         | Club            | Competitie      | Wed.       | Dlp.       | Wed.  | Dlp.  | Wed.    | Dlp.    | Wed.   | Dlp.   |
| --------------- | --------------- | --------------- | ---------- | ---------- | ----- | ----- | ------- | ------- | ------ | ------ |
| 1962/63         | Fortuna '54     | Eredivisie      | 6          | 1          | 0     | 0     | —       | —       | 6      | 1      |
| 1963/64         | Fortuna '54     | Eredivisie      | 3          | 2          | 1     | 1     | —       | —       | 4      | 3      |
| 1964/65         | Fortuna '54     | Eredivisie      | 1          | 0          | 0     | 0     | 0       | 0       | 1      | 0      |
| 1965/66         | Fortuna '54     | Eredivisie      | 0          | 0          | 0     | 0     | 0       | 0       | 0      | 0      |
| 1966/67         | FC VVV          | Tweede divisie  | 35         | 5          | —     | —     | —       | —       | 35     | 5      |
| 1967/68         | FC VVV          | Eerste divisie  | 33         | 8          | 3     | 0     | 2       | 0       | 38     | 8      |
| 1968/69         | FC VVV          | Tweede divisie  | 7          | 3          | 0     | 0     | —       | —       | 7      | 3      |
| 1969/70         | FC VVV          | Tweede divisie  | 0          | 0          | 0     | 0     | —       | —       | 0      | 0      |
| Carrière totaal | Carrière totaal | Carrière totaal | 85         | 19         | 4     | 1     | 2       | 0       | 91     | 20     |

## Verdere loopbaan
Na afloop van zijn spelersloopbaan is Horsels nog jarenlang werkzaam geweest als trainer in het amateurvoetbal, bij onder meer Caesar en SV Schuttersveld. Hij overleed in 2021 op 77-jarige leeftijd.